# Contea di Zhongfang
La contea di Zhongfang (中方县S, Zhōngfāng XiànP) è una contea della Cina, situata nella provincia di Hunan e amministrata dalla prefettura di Huaihua.